# Лавашак
Лавашак – традиційний десерт іранської кухні. Назва десерту перекладається як «маленький лаваш». Готується здебільшого зі слив, води та лимонного соку. На смак лавашак може бути солодким, кислим або кисло-солодким.

## Рецепт приготування
Готують лавашак переважно зі слив (але це можуть бути і абрикоси та інші фрукти), води та лимонного соку.
Інгредієнти:
- Сливи – 20 шт.
- Лимонний сік – 1 ст. ложка
- Вода – 1/2 склянки

1. Спочатку сливу потрібно помити та видалити кісточки.
2. У каструлю насипати сливи, залити їх водою та лимонним соком. Поставити на маленький вогонь на 30-40 хвилин і перемішувати, щоб сливи не прилипали до дна каструлі.
3. Змазати великий піднос, попередньо покласти фольгу, рослинною олією. Отримане пюре вилити тонким шаром на ємність. Накрити його тонким матеріалом (наприклад, марлею). Поставити піднос на сонце на декілька днів.
4. Відділити лавашак від фольги. Розрізати десерт на смужки[2].